# Hiroko Suzuki
Hiroko Niizuma Suzuki (鈴木 浩子) (født 1974) er en japansk wrestling manager og promoter bedst kendt for hendes arbejde for World Wrestling Entertainment på dets SmackDown!-brand under ringnavnet Hiroko. Hun blev uddannet ved Meiji Universitet, og blev studievært hos Kabushiki-gaisha Fukushima Chūō Terebi (Fukushima Centralfjernsyn).

## Manager
Hun har været manager for:
- Kenzo Suzuki (med hvem hun er gift)
- René Duprée